# Аввакумова, Екатерина Сергеевна
Екатерина Сергеевна Авваку́мова (кор. 예카테리나 세르게예브나 아바쿠모바, род. 26 октября 1990, Великий Устюг, Вологодская область) — российская и южнокорейская биатлонистка. Чемпионка мира по летнему биатлону (2015), чемпионка Азиатских игр (2025), призёр зимней Универсиады. Мастер спорта России международного класса (2015).

## Карьера
Начала заниматься полиатлоном в ДЮСШ г. Великий Устюг у Павла Ордина в 2006 году. С 2009 году начала заниматься биатлоном в Санкт-Петербурге у Никифорова Вячеслава Владимировича и Ю. В. Васильева. С 2012 года тренировалась у В. В. Никифорова в Сочи.
Бронзовый призёр юниорского первенства России 2011, победитель и призёр этапов Кубка России. Двукратный победитель чемпионата России по летнему биатлону 2014. Серебряный призёр чемпионата России 2016 года (масс-старт).
На зимней Универсиаде 2015 завоевала серебро в индивидуальной гонке на 15 км. В этом же году стала чемпионкой мира по летнему биатлону в смешанной эстафете.
Окончила Национальный государственный университет физической культуры, спорта и здоровья имени П. Ф. Лесгафта.
В 2017 году перешла в сборную Южной Кореи. В новой команде дебютировала на международных соревнованиях 7 января 2017 года на этапе Кубка IBU в Валь-Мартелло, заняв 37-е место в спринте.
15 февраля 2017 года на чемпионате мира в Австрии заняла 5-е место в индивидуальной гонке, не допустив ни одного промаха, и по итогам этой гонки стала первой в истории представительницей Кореи, попавшей на цветочную церемонию.
На Олимпийских играх 2018 года в спринте Аввакумова заняла последнее 87-е место с 6 промахами. В индивидуальной гонке допустила лишь один промах и стала 16-й. В эстафете биатлонистки Кореи заняли последнее 18-е место, отстав от 17-го места на 4,5 минуты. Одной из основных причин стало очень неудачное выступление Анны Фролиной на первом этапе, где она получила 4 штрафных круга на стрельбе стоя.
После олимпийского сезона 2017/18 Аввакумова вернулась в Россию. В сезоне 2020/2021 вернулась в Южную Корею, за которую выступила на Олимпиаде-2022.

## Результаты

### Участие в Олимпийских играх
| Год  | Место проведения | Инд | Спр | Пр  | МС | Эст | См |
| 2018 | Пхёнчхан         | 16  | 87  | —   | —  | 18  | —  |
| 2022 | Пекин            | 73  | 49  | LAP | —  | —   | —  |